# Péronne-en-Mélantois
Pour les articles homonymes, voir Péronne.
Péronne-en-Mélantois est une commune française située dans le département du Nord, en région Hauts-de-France. Elle fait partie de la Métropole européenne de Lille.

## Géographie
Péronne-en-Mélantois est un bourg campagnard qui se situe dans la plaine du Mélantois en Flandre romane à 10,4 km au sud-est de Lille.

### Communes limitrophes
|        | Sainghin-en-Mélantois |         |
| Fretin | Péronne-en-Mélantois  | Cysoing |
|        | Templeuve-en-Pévèle   | Louvil  |

### Hydrographie

#### Réseau hydrographique
La commune est située dans le bassin Artois-Picardie. Elle est drainée par la Marque et la Ferme Castel,,.
La Marque, d'une longueur de 32 km, prend sa source dans la commune de Thumeries et se jette  dans le canal de Roubaix à Wasquehal, après avoir traversé 25 communes. Les caractéristiques hydrologiques de la Marque sont données par la station hydrologique située sur la commune. Le débit moyen mensuel est de 0,836 m3/s. Le débit moyen journalier maximum est de 12,714 décembre 196 610,8 m3/s, atteint le 4 mars 2024.

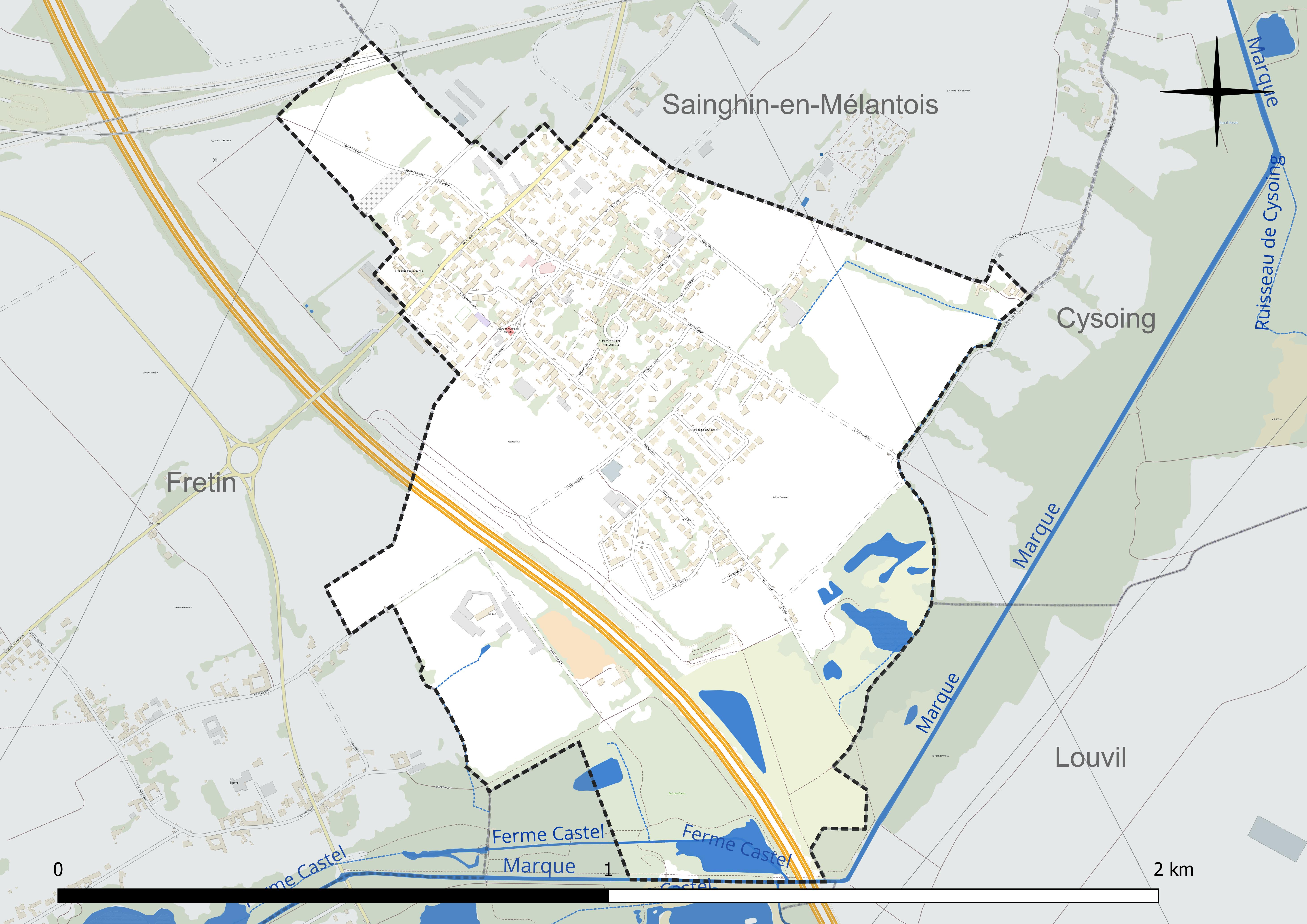
Réseau hydrographique de Péronne-en-Mélantois.

#### Gestion et qualité des eaux
Le territoire communal est couvert par le schéma d'aménagement et de gestion des eaux (SAGE) « Marque Deûle ». Ce document de planification concerne un territoire de 1 120 km2 de superficie, délimité par les bassins versants de la Marque et de la Deûle, formant une vaste cuvette sédimentaire de 40 km de long et de 25 km de large, où la pente est très faible. Le périmètre a été arrêté le 2 décembre 2005 et le SAGE proprement dit a été approuvé le 9 mars 2020. La structure porteuse de l'élaboration et de la mise en œuvre est la Métropole européenne de Lille. 
La qualité des cours d'eau peut être consultée sur un site dédié géré par les agences de l'eau et l'Agence française pour la biodiversité. 

### Climat
Pour des articles plus généraux, voir Climat des Hauts-de-France et Climat du Nord.
En 2010, le climat de la commune est de type climat océanique dégradé des plaines du Centre et du Nord, selon une étude du CNRS s'appuyant sur une série de données couvrant la période 1971-2000. En 2020, Météo-France publie une typologie des climats de la France métropolitaine dans laquelle la commune est exposée à un climat océanique et est dans la région climatique  Nord-est du bassin Parisien, caractérisée par un ensoleillement médiocre, une pluviométrie moyenne régulièrement répartie au cours de l'année et un hiver froid (3 °C). 
Pour la période 1971-2000, la température annuelle moyenne est de 10,6 °C, avec une amplitude thermique annuelle de 14,4 °C. Le cumul annuel moyen de précipitations est de 687 mm, avec 12 jours de précipitations en janvier et 9,3 jours en juillet. Pour la période 1991-2020, la température moyenne annuelle observée sur la station météorologique la plus proche, située sur la commune de Lesquin à 5 km à vol d'oiseau, est de 11,3 °C et le cumul annuel moyen de précipitations est de 740,0 mm,. Pour l'avenir, les paramètres climatiques de la commune estimés pour 2050 selon différents scénarios d'émission de gaz à effet de serre sont consultables sur un site dédié publié par Météo-France en novembre 2022.
| Mois                                  | jan.             | fév.             | mars           | avril           | mai             | juin            | jui.           | août           | sep.           | oct.            | nov.            | déc.             | année      |
| ------------------------------------- | ---------------- | ---------------- | -------------- | --------------- | --------------- | --------------- | -------------- | -------------- | -------------- | --------------- | --------------- | ---------------- | ---------- |
| Température minimale moyenne (°C)     | 1,7              | 1,9              | 3,8            | 5,9             | 9,3             | 12,1            | 14,2           | 14             | 11,4           | 8,4             | 4,9             | 2,3              | 7,5        |
| Température moyenne (°C)              | 4,1              | 4,7              | 7,5            | 10,5            | 13,8            | 16,7            | 18,9           | 18,8           | 15,8           | 11,9            | 7,6             | 4,7              | 11,3       |
| Température maximale moyenne (°C)     | 6,6              | 7,5              | 11,2           | 15              | 18,4            | 21,3            | 23,7           | 23,7           | 20,2           | 15,4            | 10,3            | 7                | 15         |
| Record de froid (°C) date du record   | −19,5 14.01.1982 | −17,8 21.02.1956 | −10,5 13.03.13 | −4,7 09.04.1968 | −2,3 03.05.1967 | 0 02.06.1962    | 3,4 05.07.1964 | 3,9 31.08.1956 | 1,2 23.09.1979 | −4,4 28.10.1950 | −7,8 24.11.1998 | −17,3 29.12.1964 | −19,5 1982 |
| Record de chaleur (°C) date du record | 15,2 18.01.07    | 19 24.02.21      | 24,8 31.03.21  | 27,9 15.04.07   | 31,7 27.05.05   | 34,8 28.06.1947 | 41,5 25.07.19  | 37,1 08.08.20  | 35,1 15.09.20  | 27,8 01.10.11   | 20,3 06.11.18   | 16,1 31.12.22    | 41,5 2019  |
| Ensoleillement (h)                    | 622              | 736              | 1 273          | 1 759           | 1 957           | 2 015           | 2 097          | 1 968          | 1 553          | 1 153           | 617             | 525              | 16 274     |
| Précipitations (mm)                   | 58,2             | 50,8             | 52,1           | 45,3            | 61,6            | 63,7            | 67,8           | 71,3           | 56,8           | 64,1            | 75              | 73,3             | 740        |

## Urbanisme

### Typologie
Au 1er janvier 2024, Péronne-en-Mélantois est catégorisée ceinture urbaine, selon la nouvelle grille communale de densité à sept niveaux définie par l'Insee en 2022.
Elle appartient à l'unité urbaine de Templeuve-en-Pévèle, une agglomération intra-départementale regroupant cinq  communes, dont elle est une commune de la banlieue,,. Par ailleurs la commune fait partie de l'aire d'attraction de Lille (partie française), dont elle est une commune de la couronne,. Cette aire, qui regroupe 201 communes, est catégorisée dans les aires de 700 000 habitants ou plus (hors Paris),.

### Occupation des sols
L'occupation des sols de la commune, telle qu'elle ressort de la base de données européenne d'occupation biophysique des sols Corine Land Cover (CLC), est marquée par l'importance des territoires agricoles (39,8 % en 2018), en diminution par rapport à 1990 (53,4 %). La répartition détaillée en 2018 est la suivante : 
zones urbanisées (36,3 %), zones agricoles hétérogènes (30,1 %), forêts (23,8 %), terres arables (9,8 %). L'évolution de l'occupation des sols de la commune et de ses infrastructures peut être observée sur les différentes représentations cartographiques du territoire : la carte de Cassini (XVIIIe siècle), la carte d'état-major (1820-1866) et les cartes ou photos aériennes de l'IGN pour la période actuelle (1950 à aujourd'hui).

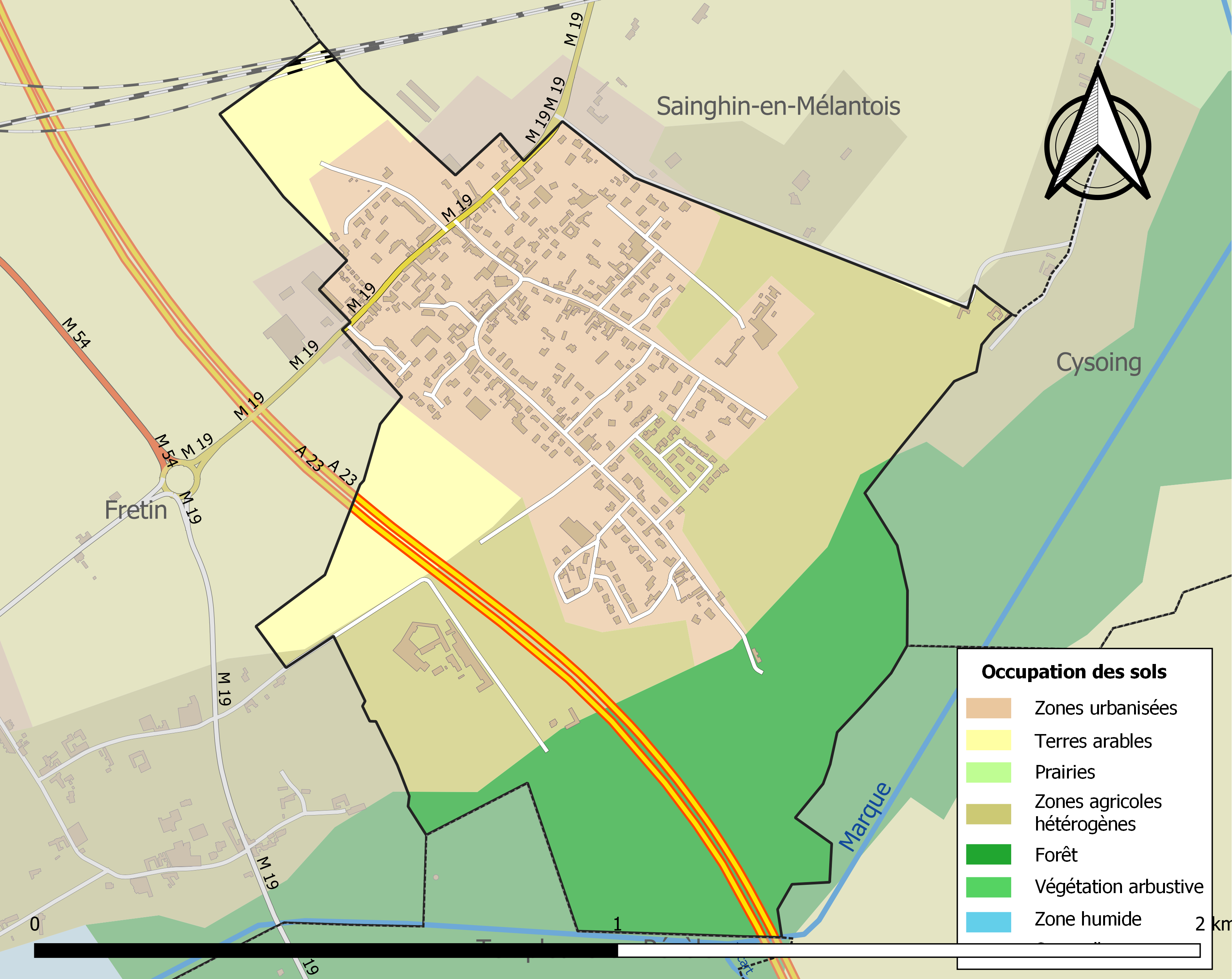
Carte des infrastructures et de l'occupation des sols de la commune en 2018 (CLC).

### Voies de communication et transports
La commune est desservie, en 2023, par les lignes de transport à la demande 20R et 69R du réseau Ilévia et par la ligne 870 du réseau interurbain Arc-en-Ciel 2.

## Toponymie
D'après Paul Decagny, Péronne pourrait venir d'une déformation du celtique piron (oie) signifiant « lieu désert où les oies sont communes », ce qui est corroboré par une ancienne appellation de Péronne : mons cygnorum (le mont des cygnes).

## Histoire
Avant la Révolution française, Péronne est le siège d'une seigneurie. Vers 1407, Marguerite de Waringhien, fille de Guillaume de Warenghien, seigneur de Fontaine à Croix, et de Jeanne de Thumesnil, épouse Georges Verdière, tige des seigneurs de Péronne-en-Mélantois.

## Héraldique
|  | Les armes de Péronne-en-Mélantois se blasonnent ainsi : « D'azur à trois merlettes d'argent. » |

## Politique et administration
| Période                                  | Période       | Identité                          | Étiquette       | Qualité                                                       |
| ---------------------------------------- | ------------- | --------------------------------- | --------------- | ------------------------------------------------------------- |
| An IX                                    | Novembre 1830 | Louis Lefebvre                    |                 |                                                               |
| Décembre 1830                            | Novembre 1834 | Philippe Honoré Joseph Desmazière |                 |                                                               |
| Décembre 1834                            | Aout 1865     | Louis-Joseph Lefebvre             |                 |                                                               |
| Septembre 1865                           | Mai 1878      | Romain Durant                     |                 |                                                               |
| Juin 1878                                | Octobre 1899  | Henri Deffontaines                |                 |                                                               |
| Novembre 1899                            | 1904-         | Théophile Lefebvre                |                 |                                                               |
| juin 1995                                | octobre 1998  | Gérard Cabaret                    | PS              |                                                               |
| octobre 1998                             | En cours      | Damien Castelain                  | SE-Centre-droit | Président de la Métropole européenne de Lille (réélu en 2020) |
| Les données manquantes sont à compléter. |               |                                   |                 |                                                               |

### Instances judiciaires et administratives
La commune relève du tribunal d'instance de Lille, du tribunal de grande instance de Lille, de la cour d'appel de Douai, du tribunal pour enfants de Lille, du tribunal de commerce de Tourcoing, du tribunal administratif de Lille et de la cour administrative d'appel de Douai.

## Population et société

### Démographie

#### Évolution démographique
L'évolution du nombre d'habitants est connue à travers les recensements de la population effectués dans la commune depuis 1793. Pour les communes de moins de 10 000 habitants, une enquête de recensement portant sur toute la population est réalisée tous les cinq ans, les populations de référence des années intermédiaires étant quant à elles estimées par interpolation ou extrapolation. Pour la commune, le premier recensement exhaustif entrant dans le cadre du nouveau dispositif a été réalisé en 2004.

En 2022, la commune comptait 1 001 habitants, en évolution de +10,85 % par rapport à 2016 (Nord : +0,51 %, France hors Mayotte : +2,11 %).
| 1793 | 1800 | 1806 | 1821 | 1831 | 1836 | 1841 | 1846 | 1851 |
| ---- | ---- | ---- | ---- | ---- | ---- | ---- | ---- | ---- |
| 410  | 455  | 491  | 534  | 522  | 530  | 538  | 573  | 618  |

| 1856 | 1861 | 1866 | 1872 | 1876 | 1881 | 1886 | 1891 | 1896 |
| ---- | ---- | ---- | ---- | ---- | ---- | ---- | ---- | ---- |
| 668  | 680  | 689  | 658  | 673  | 718  | 653  | 643  | 629  |

| 1901 | 1906 | 1911 | 1921 | 1926 | 1931 | 1936 | 1946 | 1954 |
| ---- | ---- | ---- | ---- | ---- | ---- | ---- | ---- | ---- |
| 579  | 608  | 629  | 598  | 590  | 603  | 600  | 566  | 530  |

| 1962 | 1968 | 1975 | 1982 | 1990 | 1999 | 2004 | 2006 | 2009 |
| ---- | ---- | ---- | ---- | ---- | ---- | ---- | ---- | ---- |
| 492  | 456  | 529  | 567  | 681  | 774  | 857  | 867  | 873  |

| 2014 | 2019 | 2022  | - | - | - | - | - | - |
| ---- | ---- | ----- | - | - | - | - | - | - |
| 906  | 918  | 1 001 | - | - | - | - | - | - |

#### Pyramide des âges
La population de la commune est relativement jeune.
En 2018, le taux de personnes d'un âge inférieur à 30 ans s'élève à 34,4 %, soit en dessous de la moyenne départementale (39,5 %). À l'inverse, le taux de personnes d'âge supérieur à 60 ans est de 21,1 % la même année, alors qu'il est de 22,5 % au niveau départemental.
En 2018, la commune comptait 453 hommes pour 460 femmes, soit un taux de 50,38 % de femmes, légèrement inférieur au taux départemental (51,77 %).
Les pyramides des âges de la commune et du département s'établissent comme suit.
| Hommes | Classe d’âge | Femmes |
| ------ | ------------ | ------ |
| 0,0    | 90 ou +      | 0,2    |
| 5,1    | 75-89 ans    | 5,4    |
| 14,9   | 60-74 ans    | 16,6   |
| 23,5   | 45-59 ans    | 25,5   |
| 20,2   | 30-44 ans    | 19,7   |
| 18,2   | 15-29 ans    | 15,3   |
| 18,0   | 0-14 ans     | 17,3   |

| Hommes | Classe d’âge | Femmes |
| ------ | ------------ | ------ |
| 0,5    | 90 ou +      | 1,4    |
| 5,3    | 75-89 ans    | 8,1    |
| 14,8   | 60-74 ans    | 16,2   |
| 19,1   | 45-59 ans    | 18,4   |
| 19,5   | 30-44 ans    | 18,7   |
| 20,7   | 15-29 ans    | 19,1   |
| 20,2   | 0-14 ans     | 18     |

## Lieux et monuments

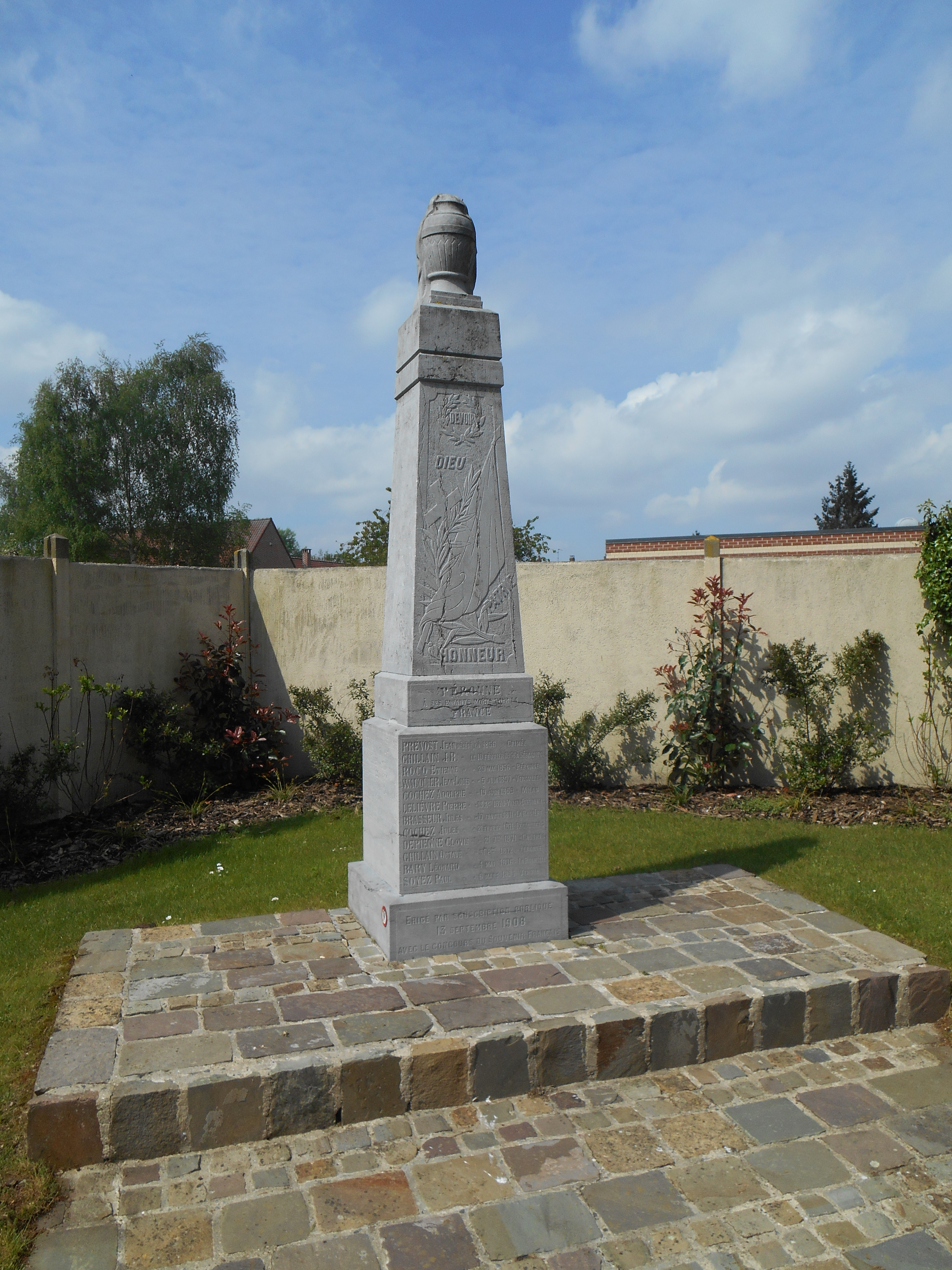
Monument aux morts.
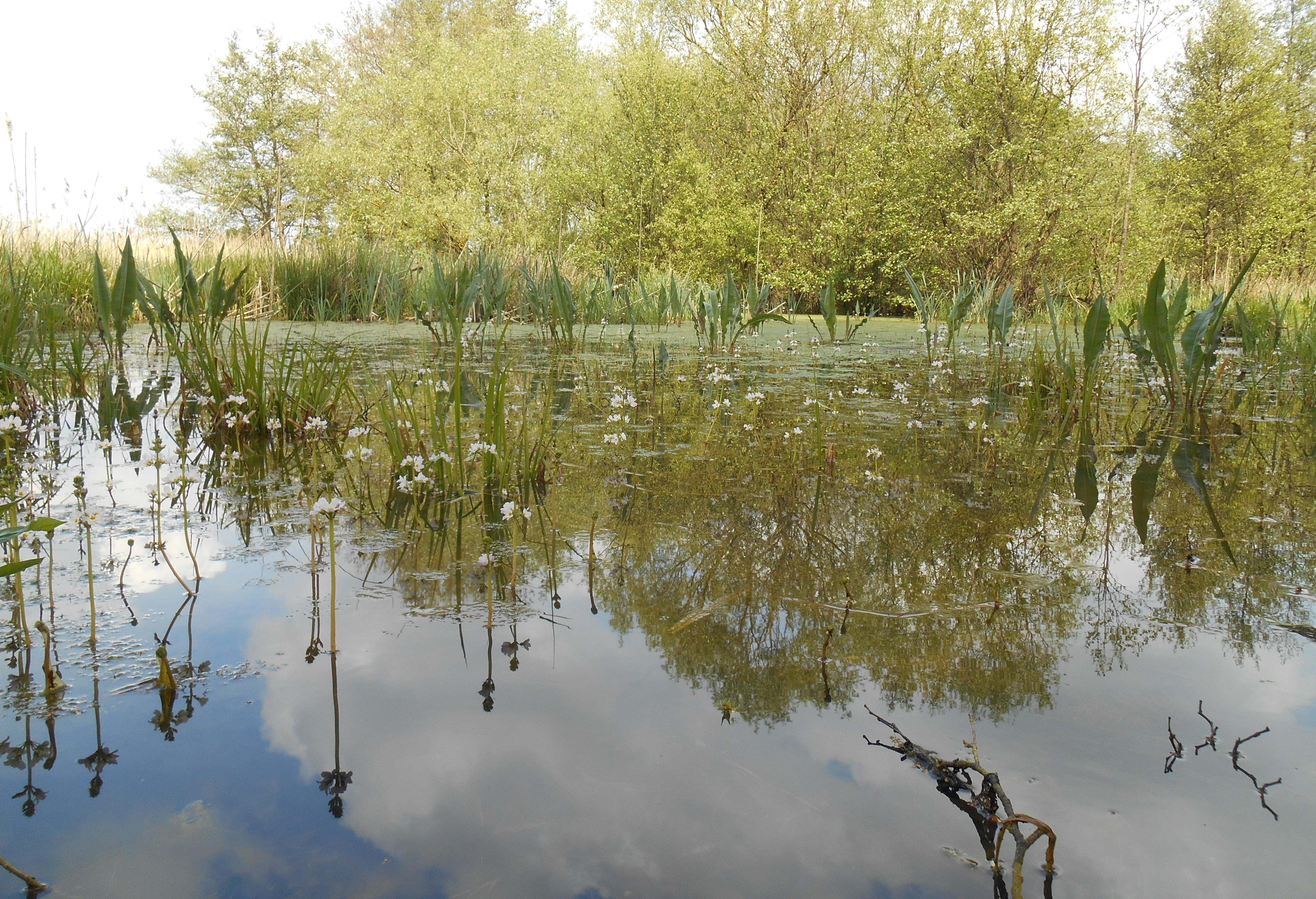
Le marais.
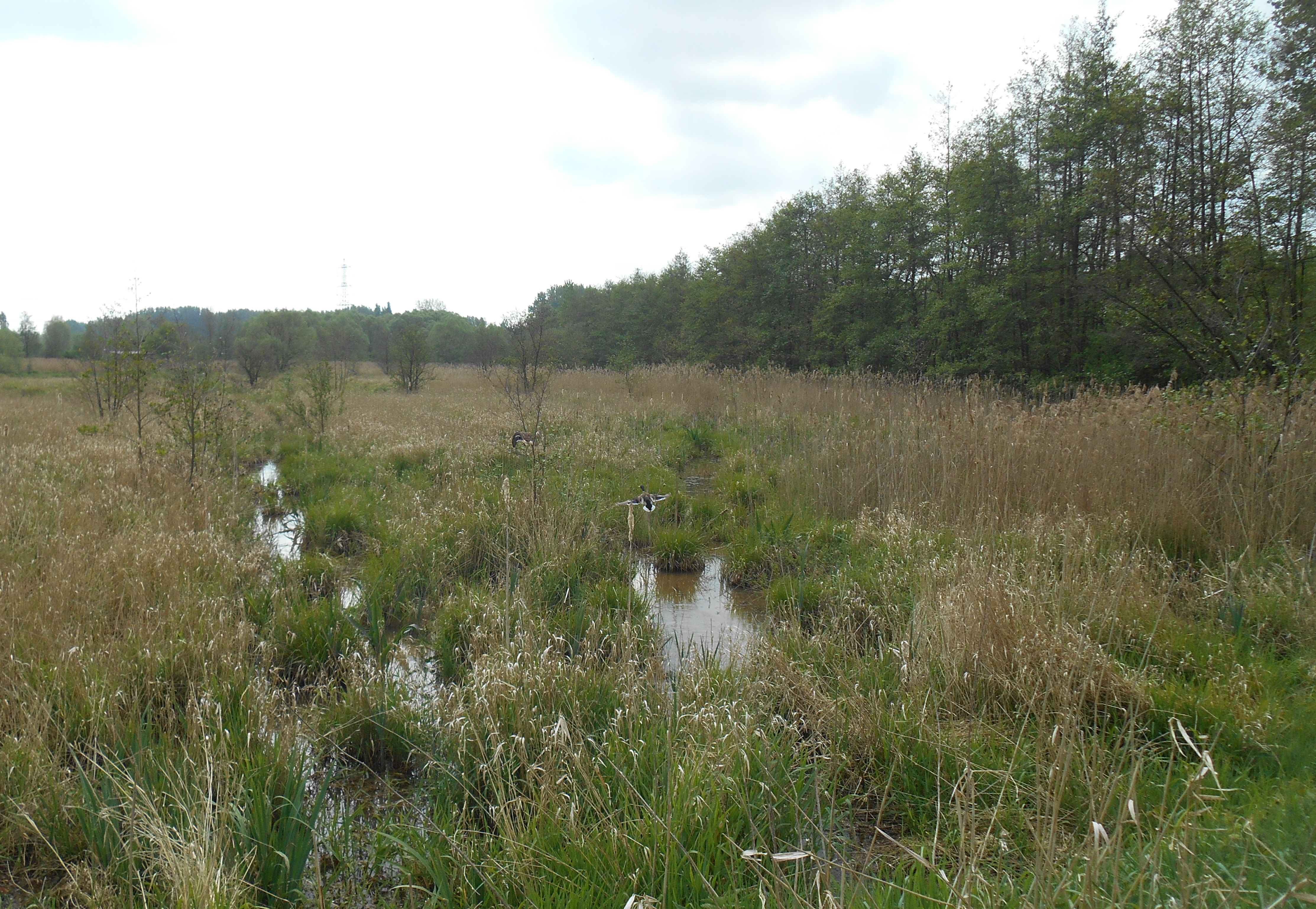
Le marais.
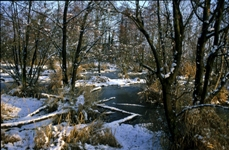
Le marais en hiver.
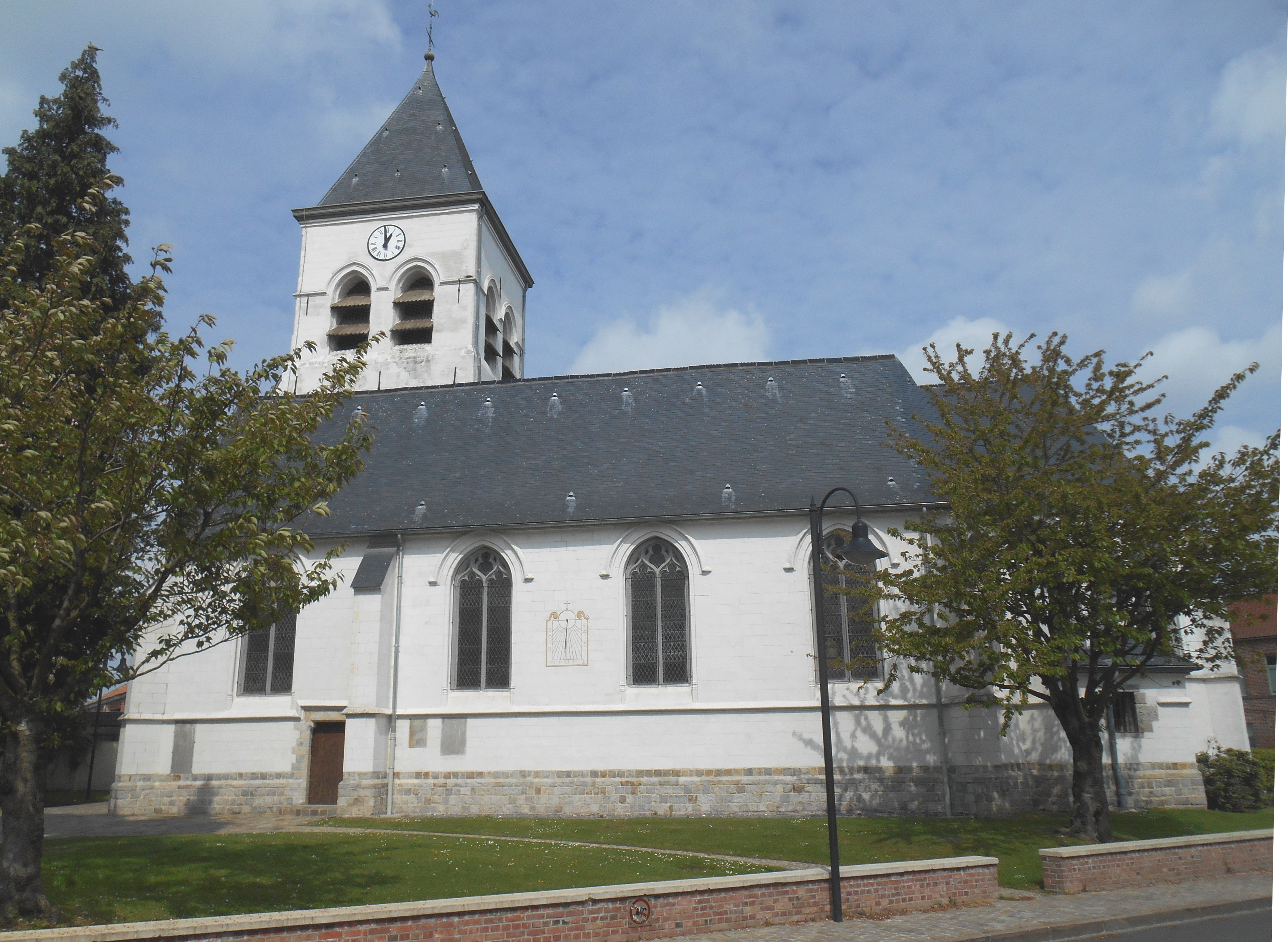
Église Saint-Nicolas.

- L'église Saint-Nicolas du XVIe siècle, inscrite à l'inventaire des monuments historiques en 1969[27].
- Le Marais de Péronne, site aménagé par le Conseil général du Nord.
- L'ancien château de Péronne-en-Mélantois (détruit, il était situé à proximité de l'actuel château). On peut encore observer les anciens fossés qui le ceinturaient. Selon la légende, lors d'une attaque des Gueux  (des pillards qui venaient de Tournai - Menin - Mouscron aussi appelés « Hurlus ») un trésor aurait été caché (et enterré) dans un souterrain partant de l'ancien château.

## Sports

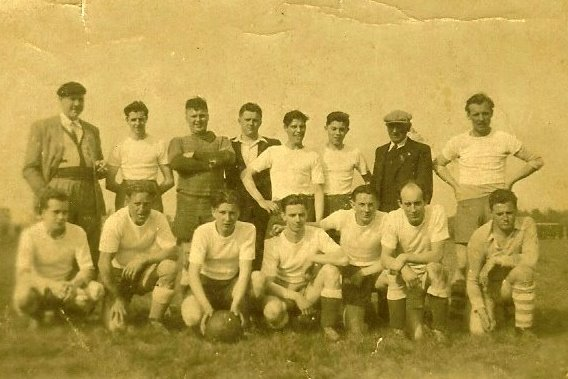

- Association sportive - une équipe de football a existé pendant  les années qui ont suivi la seconde Guerre Mondiale (1946 à 1952) - voir photo (*)  puis dans les années 1980. Le club de Football de Péronne en Mélantois avait alors engagé deux équipes en catégorie "senior" : championnats du District Flandre de la Ligue du Nord de Football (ceci constituait un petit exploit pour une commune ne comptant alors qu'un peu plus de 500 habitants).

Le club a été dissous en 1998.
(*) on reconnaitra sur la photo de g. à d., au  1er rang : X, Paul BELIN, X, Jules DELEMER, ? LEMAIRE (de Fretin), Charles PLANQUE, Richard SION, au 2e rang : Édouard DUPONT, X, Maurice SION, Rémi SION, X, Francis DEFRETIN, Marcel DEMOUVEAUX, X.

## Personnalités liées à la commune
- Charles CABY né à Fretin en 1919 - Mort au camp de concentration de Gusen (Autriche) le 11 avril 1945 - Résistant du mouvement Résistance Intérieure Française - Mort pour la France.
- Damien Castelain, élu Président de la Communauté Urbaine de Lille le 18 avril 2014.
- Bernard Duhaut, curé de Péronne en Mélantois. Il y enseigna les doctrines jansénistes
- Guillaume Verdière (1473-1551) bâtit l'église de Péronne, en 1516[28].